# Sophie Brahe
 Der er flere personer med dette navn, se Sophie Brahe (flertydig).
Sophie Brahe (født 1556 eller 1559, død 1643) af Brahe-slægten var en dansk astronom og lillesøster til Tycho Brahe.
Allerede som fjortenårig gjorde hun astronomiske observationer.
Hun havde også interesser indenfor havekunst, slægtsforskning, kemi og astrologi.
Hendes have på Trolleholm (Eriksholm) var berømt. Broderen var stolt af hendes viden, men frarådede hende at studere astrologi, som hun derefter lærte sig selv. Hun kunne ikke latin, men fik værker oversat.
Hun havde først indgået et traditionelt kærlighedsløst tvangsægteskab, og efter sin mands død slog hun sig sammen med alkymisten Erik Lange. De traf hinanden på broderens Uranienborg, hvor hun blev en vigtig del af miljøet af forskere. Her fik hun sit dæknavn Urania: astronomiens muse. Tycho Brahe planlagde at trykke hendes teorier sine "Astronomisme Breve". Hun var en af meget få kvinder, der forskede i astronomi omkring år 1600.
Fra 1590 levede hun sammen med Erik Lange. To år senere flygtede han fra sin gæld og forsøgte at finde beskæftigelse eller mæcen. I 1599 rejste hun til Tyskland for at finde Erik Lange. Først i 1602 lykkedes det dem at blive gift, men levede i armod. Brahe-slægten ville ikke længere vide af hende. Erik Lange døde 1613 i Prag, hvorefter Sophie Brahe vendte tilbage til Danmark og slog sig ned i Helsingør. Her er en gade opkaldt efter hendes nu forsvundne gård (Sophie Brahes Gade, der ligger ud til Havnegade tæt ved Kronborg). Hun blev her til sin død i 1643, og gav sig til at kortlægge slægtens historie. Dette værk er bevaret, i modsætning til alt andet, hun skrev.
Digtet Urania Titani fra 1594 forestiller at være brev fra Sophie til hendes kæreste Erik Lange. Man har tidligere regnet med at Sophie havde skrevet det, men nu tilskrives det Tycho Brahe.